# Vionica (Ivanjica)
Vionica (Servisch cyrillisch Вионица) is een plaats in de Servische gemeente Ivanjica. De plaats telt 279 inwoners (2002).